# USS Sea Owl (SS-405)
USS Sea Owl (SS-405/AGSS-405) là một  tàu ngầm lớp Balao được Hải quân Hoa Kỳ chế tạo trong Chiến tranh Thế giới thứ hai. Nó là chiếc tàu chiến duy nhất của Hải quân Hoa Kỳ được đặt cái tên này, theo tên họ Cá vây tròn. Nó đã phục vụ trong giai đoạn sau của Thế Chiến II, thực hiện được ba chuyến tuần tra, đánh chìm hai tàu Nhật Bản với tổng tải trọng 1.689 tấn. Sau khi xung đột chấm dứt con tàu vẫn hoạt động trong giai đoạn Chiến tranh Lạnh, được trang bị ống hơi trong Chương trình Công suất đẩy dưới nước lớn hơn (GUPPY), và đã phục vụ cho đến năm 1969. Nó cuối cùng bị bán để tháo dỡ vào năm 1971. Sea Owl được tặng thưởng năm Ngôi sao Chiến trận do thành tích phục vụ trong Thế Chiến II.

## Thiết kế và chế tạo
Thiết kế của lớp Balao được cải tiến dựa trên  tàu ngầm lớp Gato dẫn trước, là một kiểu tàu ngầm hạm đội có tốc độ trên mặt nước cao, tầm hoạt động xa và vũ khí mạnh để tháp tùng hạm đội chiến trận. Khác biệt chính so với lớp Gato là ở cấu trúc lườn chịu áp lực bên trong dày hơn, và sử dụng thép có độ đàn hồi cao (HTS: High-Tensile Steel), cho phép lặn sâu hơn đến 400 ft (120 m). Con tàu dài 311 ft 9 in (95,02 m) và có trọng lượng choán nước 1.526 tấn Anh (1.550 t) khi nổi và 2.424 tấn Anh (2.463 t) khi lặn. Chúng trang bị động cơ diesel dẫn động máy phát điện để cung cấp điện năng cho bốn động cơ điện, đạt được công suất 5.400 shp (4.000 kW) khi nổi và 2.740 shp (2.040 kW) khi lặn, cho phép đạt tốc độ tối đa 20,25 hải lý trên giờ (37,50 km/h) và 8,75 hải lý trên giờ (16,21 km/h) tương ứng. Tầm xa hoạt động là 11.000 hải lý (20.000 km) khi đi trên mặt nước ở tốc độ 10 hải lý trên giờ (19 km/h) và có thể hoạt động kéo dài đến 75 ngày.
Tương tự như lớp Gato dẫn trước, lớp Balao được trang bị mười ống phóng ngư lôi 21 in (530 mm), gồm sáu ống trước mũi và bốn ống phía phía đuôi tàu, chúng mang theo tối đa 24 quả ngư lôi. Vũ khí trên boong tàu gồm một hải pháo 4 inch/50 caliber, một khẩu pháo phòng không Bofors 40 mm nòng đơn và một khẩu đội Oerlikon 20 mm nòng đôi, kèm theo hai súng máy .50 caliber. Trên tháp chỉ huy, ngoài hai kính tiềm vọng, nó còn trang bị ăn-ten radar SD phòng không và SJ dò tìm mặt biển. Tiện nghi cho thủy thủ đoàn bao gồm điều hòa không khí, thực phẩm trữ lạnh, máy lọc nước, máy giặt và giường ngủ cho hầu hết mọi người, giúp họ chịu đựng cái nóng nhiệt đới tại Thái Bình Dương cùng những chuyến tuần tra kéo dài đến hai tháng rưỡi.
Sea Owl được đặt lườn tại Xưởng hải quân Portsmouth ở Kittery, Maine vào ngày 7 tháng 2, 1944. Nó được hạ thủy vào ngày 7 tháng 5, 1944, được đỡ đầu bởi bà Thomas L. Gatch, và được cho nhập biên chế cùng Hải quân Hoa Kỳ vào ngày 17 tháng 7, 1944 dưới quyền chỉ huy của Hạm trưởng, Thiếu tá Hải quân Carter Lowe Bennett.

## Lịch sử hoạt động

### 1944
Sau khi hoàn tất việc chạy thử máy huấn luyện tại các vùng biển ngoài khơi Portsmouth, New Hampshire, và New London, Connecticut, Sea Owl lên đường đi sang khu vực Mặt trận Thái Bình Dương. Nó băng qua kênh đào Panama và đi đến Trân Châu Cảng vào ngày 23 tháng 10, 1944.

#### Chuyến tuần tra thứ nhất
Lên đường vào ngày 19 tháng 11 cho chuyến tuần tra đầu tiên trong chiến tranh tại khu vực biển Hoa Đông, Sea Owl hoạt động trong thành phần một đội tấn công phối hợp ("Bầy sói") vốn bao gồm các tàu ngầm Sea Poacher (SS-406) và Piranha (SS-389). Nó mang theo các kiểu ngư lôi thử nghiệm Mark 18 vận hành bằng điện và Mark 27 dẫn đường bằng dò âm thụ động. Sau ba tuần tìm kiếm mục tiêu, nó đánh chìm mục tiêu đầu tiên là một tàu hộ tống bằng một quả Mark 27, rồi tiếp theo theo dõi một tàu hộ tống thứ hai, đánh trúng một quả Mark 27 và kết liễu mục tiêu bằng một quả Mark 18 từ khoảng cách 1.000 yd (910 m). Đây là thành tích đầu tiên trong tác chiến của cả hai kiểu vũ khí mới này, và chiếc tàu ngầm kết thúc chuyến tuần tra tại căn cứ Guam vào ngày 15 tháng 1, 1945.

### 1945

#### Chuyến tuần tra thứ hai
Trong chuyến tuần tra thứ hai, Sea Owl phối hợp hoạt động cùng "Bầy sói" bao gồm các tàu ngầm Piranha và Puffer (SS-268) để tuần tra tại khu vực eo biển Luzon và biển Đông. Vào sáng ngày 18 tháng 4, được thông tin tình báo vô tuyến từ Trân Châu Cảng chỉ dẫn, nó bắt gặp qua radar một tàu ngầm đối phương ở vị trí 7 mi (11 km) về phía Tây Bắc đảo Wake, và bắt đầu truy đuổi. Tàu ngầm đối phương cặp vào Wake để chất dỡ hàng tiếp liệu, và Sea Owl phóng một loạt ba quả ngư lôi tấn công từ khoảng cách 1.600 yd (1.500 m), một quả đánh trúng cầu tàu còn hai quả kia trượt mục tiêu. Sea Owl chính thức được ghi công đã đánh chìm một tàu ngầm, Ro-46 hoặc Ro-56. Nhưng cả hai chiếc Ro-46 và Ro-56 đều đã bị đánh chìm tại vùng biển Okinawa vào nữa đầu tháng 4, 1945, và chúng chưa từng đi sang khu vực Wake. Tàu ngầm bị Sea Owl tấn công vào ngày 18 tháng 4 là chiếc I-372, nhưng nó đã lặn xuống ẩn náu và sống sót qua đợt tấn công này. Sea Owl kết thúc chuyến tuần tra tại căn cứ Midway vào ngày 21 tháng 4.

#### Chuyến tuần tra thứ ba
Lên đường vào ngày 20 tháng 5 cho chuyến tuần tra cuối cùng trong chiến tranh, Sea Owl phối hợp hoạt động cùng "Bầy sói" bao gồm các tàu ngầm Puffer và Tirante (SS-420). Họ hoạt động trong cả hai vai trò tìm kiếm và giải cứu lẫn tuần tra trong khu vực Hoàng Hải và biển Hoa Đông. Trong eo biển Tsushima về phía Đông Nam Mokpo, Triều Tiên vào ngày 9 tháng 6, nó phóng một loạt sáu quả ngư lôi tấn công một tàu tuần tra Nhật lúc 04 giờ 55 phút. Một quả trúng vào hầm đạn đã khiến Tàu phòng vệ duyên hải số 41 (800 tấn) nổ tung và đắm tại tọa độ 34°18′B 127°18′Đ / 34,3°B 127,3°Đ; toàn bộ 173 thành viên thủy thủ đoàn trên tàu đều tử trận. Các tàu hộ tống khác phản công với 84 quả mìn sâu được thả xuống trong suốt 14 giờ tiếp theo, nhưng không gây hư hại cho chiếc tàu ngầm.
Bốn ngày sau đó, Sea Owl dùng hải pháo tấn công và phá hủy một thuyền buồm bốn cột buồm chất đầy gạo, rồi bắt giữ hai tù binh chiến tranh. Đến ngày 2 tháng 7, sau khi di chuyển hết tốc độ một khoảng cách 135 hải lý (250 km) trong đêm tối, nó giải cứu sáu thành viên một đội bay bị bắn rơi trên biển. Nó kết thúc chuyến tuần tra và đang ở lại Trân Châu Cảng khi Nhật Bản chấp nhận đầu hàng vào ngày 15 tháng 8, giúp chấm dứt vĩnh viễn cuộc xung đột.

### 1945 – 1951
Sau khi quay trở về Hoa Kỳ vào tháng 9, Sea Owl được điều động gia nhập Hạm đội Đại Tây Dương và đặt căn cứ tại Balboa thuộc vùng kênh đào Panama trong thành phần Hải đội Tàu ngầm 6. Từ tháng 10, 1946 đến tháng 3, 1947, nó thực hiện chuyến đi dọc bờ biển Nam Mỹ, và tham gia cùng đồng đội Hải đội Tàu ngầm 6 để tập trận ngoài khơi đảo Culebra tại Tây Ấn. Sau đó nó hỗ trợ cho việc huấn luyện chống tàu ngầm tại vịnh Guantánamo, Cuba và Key West, Florida.
Sau một lượt đại tu tại Xưởng hải quân Philadelphia từ tháng 9, 1947 đến tháng 1, 1948, Sea Owl tiến hành huấn luyện ôn tập tại vùng biển Caribe trước khi tiếp tục nhiệm vụ tại căn cứ Balboa từ ngày 12 tháng 1. Chiếc tàu ngầm hoạt động tại khu vực kênh đào và vùng biển Caribe trong các hoạt động huấn luyện và tập trận hạm đội. Đi đến Xưởng hải quân Portsmouth vào ngày 27 tháng 6, 1949, con tàu được đại tu thường lệ cho đến tháng 10, rồi được điều sang Hải đội Tàu ngầm 8 đặt căn cứ tại New London, Connecticut. Trong hai năm tiếp theo, nó tiếp tục hoạt động dọc theo bờ biển Đại Tây Dương, tham gia huấn luyện và tập trận hạm đội.

### 1951 – 1961
Trong đợt hiện đại hóa GUPPY tiến hành tại Xưởng hải quân Philadelphia từ tháng 4 đến tháng 8, 1951, Sea Owl được trang bị ống hơi, giúp cải thiện đáng kể tốc độ lặn dưới nước và tầm xa hoạt động. Vào đầu năm 1953, nó được đại tu tại Xưởng hải quân Charleston ở South Carolina, và sau khi hoàn tất đã đi đến New London, và sau đó sang khu vực Caribe để tham gia cuộc Tập trận Springboard. Khi quay trở lại New London vào tháng 3, nó lên đường cho một lượt phục vụ cùng Đệ Lục hạm đội tại khu vực Địa Trung Hải. Nó đã tham gia cuộc Tập trận Keystone và viếng thăm Pháp, Ý, Tây Ban Nha, Hy Lạp và Thổ Nhĩ Kỳ trong chuyến đi kéo dài ba tháng này.
Quay trở về New London vào tháng 8, 1954, trong hai năm tiếp theo Sea Owl tiếp tục vai trò huấn luyện cho học viên trường tàu ngầm và hải quân dự bị dọc bờ biển Đại Tây Dương và khu vực Caribe. Nó tham gia những nhiệm vụ đặc biệt vào năm 1956 và 1957, quay trở lại New London cho đến ngày 1 tháng 9, rồi tham gia các cuộc Tập trận Fishplay và Strikeback của Khối NATO tại vùng biển Bắc Đại Tây Dương. Nó quay trở lại New London vào tháng 10. Đến tháng 4 và tháng 5, 1958, nó lại tham gia cuộc Tập trận New Broom của Khối NATO. Sang đầu năm 1959, sau đợt đại tu kéo dài năm tháng, chiếc tàu ngầm lại tham gia một cuộc Tập trận Fishplay khác của Khối NATO; rồi sang năm 1960 đã có một lượt phục vụ thứ hai cùng Đệ Lục hạm đội tại khu vực Địa Trung Hải. Con tàu được bảo trì vào đầu năm 1961, rồi lên đường vào ngày 6 tháng 3 cho một lượt phục vụ thứ ba cùng Đệ Lục hạm đội tại khu vực Địa Trung Hải. Khi quay trở về, nó được đại tu tại Xưởng hải quân Portsmouth.

### 1962 – 1969
Sau kỳ nghỉ lễ Giáng sinh 1962, Sea Owl lên đường đi sang vùng biển Caribe để tham gia giai đoạn sau của cuộc Tập trận Springboard, bao gồm các đợt thực hành chống tàu ngầm, đồng thời viếng thăm Puerto Rico và quần đảo Virgin. Ngay sau đó nó tham gia đợt thực tập chống tàu ngầm phối hợp cùng các hạm tàu nổi và máy bay của Hải quân Hoàng gia Canada tại khu vực phụ cận Bermuda. Đến tháng 4, 1963, nó tham gia cuộc Tập trận New Broom XI phối hợp cùng các lực lượng hải quân Hoa Kỳ và Canada. Nó quay trở về căn cứ tại New Lndon để hoạt động cùng Trường tàu ngầm và thực hành huấn luyện tại chỗ. Sea Owl đã tham gia hoạt động tìm kiếm sau khi tàu ngầm hạt nhân Thresher (SSN-593) bị mất tích trong khi đang lặn thử nghiệm ngoài khơi mũi Cod, Massachusetts vào ngày 10 tháng 4, 1963.
Từ ngày 8 tháng 2, 1964, Sea Owl trải qua năm tuần lễ bảo trì tại Xưởng hải quân Philadelphia, rồi tham gia cuộc Tập trận Long Hook phối hợp cùng các lực lượng hải quân Hoa Kỳ, Anh, Canada và Hà Lan, cũng như cuộc Tập trận Canus Silex phối hợp cùng lực lượng hải quân Hoa Kỳ và Canada. Đến tháng 9, chiếc tàu ngầm tham gia các cuộc tập trận "Master Stroke" và "Canus Slamex" cùng lực lượng hải quân Hoa Kỳ, Anh và Canada. Nó quay trở về Xưởng hải quân Philadelphia vào ngày 2 tháng 11 cho một đợt đại tu kéo dài năm tháng. 
Sea Owl lên đường vào ngày 7 tháng 7, 1965 cho một lượt phục vụ khác cùng Đệ Lục hạm đội tại khu vực Địa Trung Hải kéo dài trong bốn tháng. Khi quay trở về Hoa Kỳ, nó tiếp tục hoạt động tại chỗ từ căn cứ New London, rồi dành trọn năm 1966 phục vụ cùng Trường tàu ngầm và Lực lượng Thử nghiệm và Đánh giá Tác chiến tại New London, cũng như tham gia cuộc tập trận tại vùng biển Caribe. Trong năm 1967, nó tham gia các đợt thực hành huấn luyện hạm đội, rồi xuất phát vào ngày 22 tháng 5 cho một chuyến đi viếng thăm thiện chí và huấn luyện sang vùng biển Bắc Âu. Con tàu quay trở về Hoa Kỳ trong tháng 7. 
Nhân một dịp khám sức khỏe xuất ngũ, một thành viên thủy thủ đoàn được phát hiện mắc bệnh lao phổi hoạt tính. Do đặc điểm môi trường hoạt động kín và cô lập của tàu ngầm, toàn bộ thủy thủ đoàn được chuyển đến Bệnh viện Hải quân Hoa Kỳ tại St. Albans, New York để xét nghiệm. Kết quả cho thấy không có ai khác mắc mắc lao hoạt tính, và thủy thủ đoàn đã quay trở lại tàu. 
Sang năm 1968, Sea Owl tiếp tục tham gia các đợt hoạt động thực hành hạm đội, bao gồm tập trận chống tàu ngầm cùng các tàu khu trục và không lực hải quân của Hoa Kỳ và NATO. Nó cũng tham gia huấn luyện cho trường sĩ quan tàu ngầm và các chuyến huấn luyện cuối tuàn dành cho hải quân dự bị. Sea Owl đã tham gia hoạt động tìm kiếm sau khi tàu ngầm hạt nhân Scorpion (SSN-589) bị mất tích tại Đại Tây Dương vào ngày 27 tháng 5, 1968.
Sea Owl được xếp lại lớp như một "tàu ngầm phụ trợ" và mang ký hiệu lườn mới AGSS-405 vào ngày 30 tháng 6, 1969. Nó rời New London vào ngày 7 tháng 7 cho một lượt phục vụ cuối cùng tại khu vực Địa Trung Hải cùng Đệ Lục hạm đội, và khi quay trở về, con tàu chuẩn bị ngừng hoạt động. Nó được cho xuất biên chế vào ngày 15 tháng 11, 1969, đồng thời rút tên khỏi danh sách Đăng bạ Hải quân cùng ngày hôm đó. Chiếc tàu ngầm bị bán cho hãng Universal Machine Co. tại Newton Center, Massachusetts để tháo dỡ vào ngày 3 tháng 6, 1971.

## Phần thưởng
Sea Owl được tặng thưởng năm Ngôi sao Chiến trận do thành tích phục vụ trong Thế Chiến II. Nó được ghi công đã đánh chìm hai tàu Nhật Bản với tổng tải trọng 1.689 tấn.
|  |             |  |
|  | Silver star |  |

| Dãi băng Hoạt động Tác chiến  |                                                                         |                                      |
| Huân chương Chiến dịch Hoa Kỳ | Huân chương Chiến dịch Châu Á-Thái Bình Dương với 5 Ngôi sao Chiến trận | Huân chương Chiến thắng Thế Chiến II |